# ایالت گبودو
ایالت گبودو (به لاتین: Gbudwe State) یک منطقهٔ مسکونی در سودان جنوبی است که در یامبیو واقع شده‌است. ایالت گبودو ۳۶۴٬۲۷۲ نفر جمعیت دارد.